# Haren (Ems)

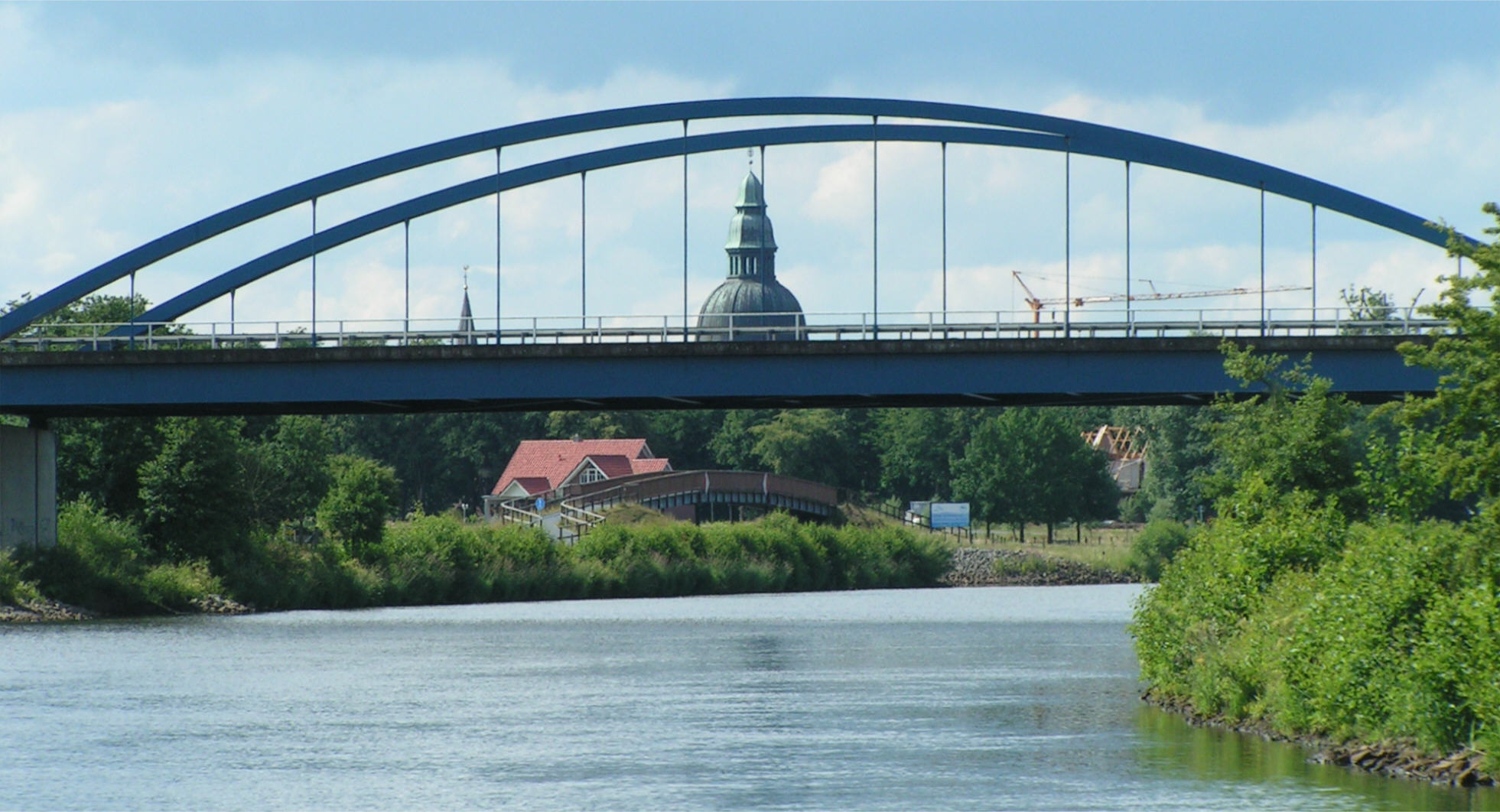
Blick emsabwärts in Richtung Ortszentrum Haren

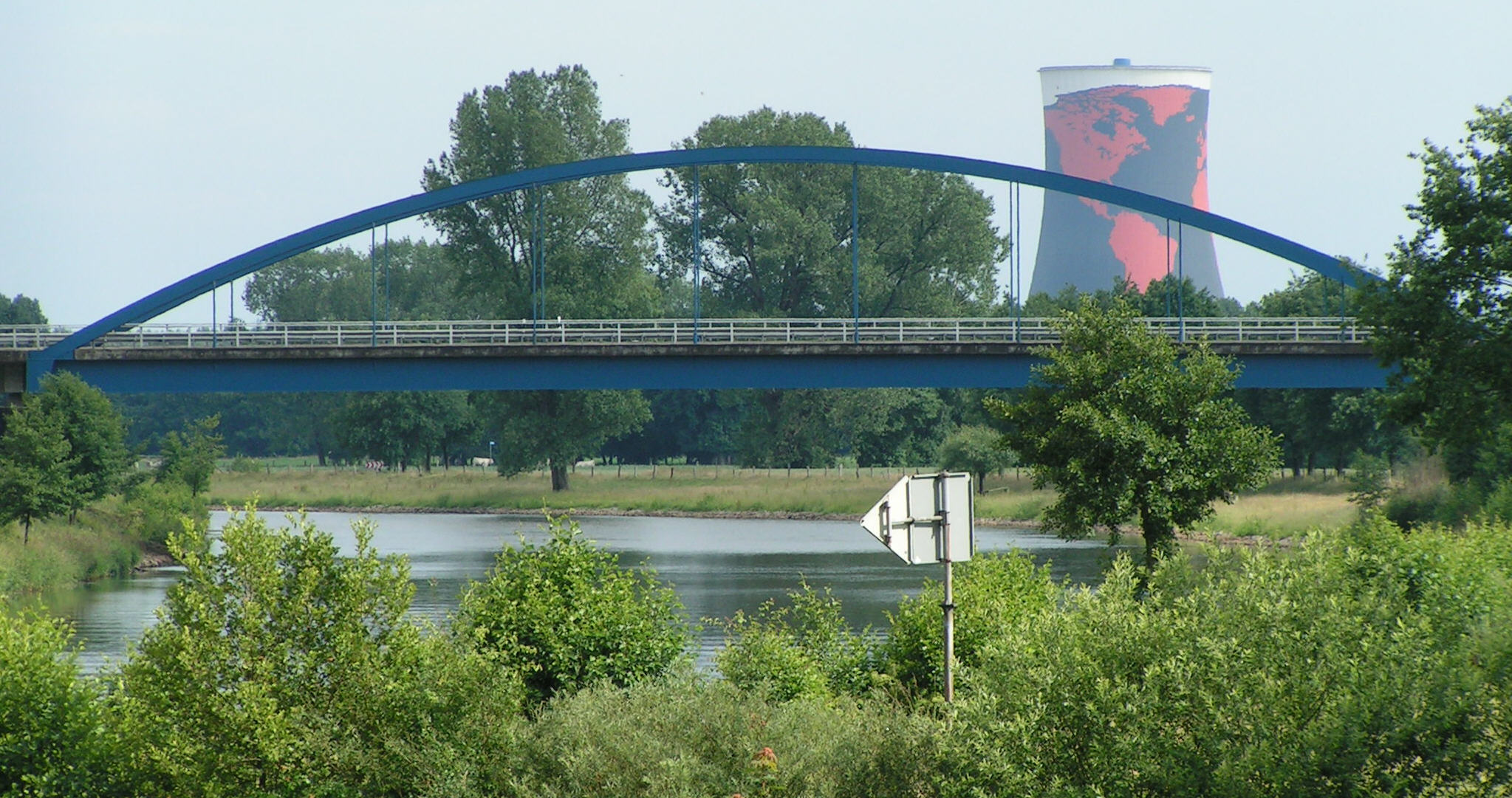
Blick emsaufwärts in Richtung des ehemaligen Gaskraftwerks Hüntel

Haren (Ems) ist eine Stadt an der Ems im Westen Niedersachsens im Landkreis Emsland mit 24.365 Einwohnern auf 208,8 km².

## Geographie

### Geographische Lage
Haren (Ems) liegt im zentralen Teil des Emslandes zwischen Meppen und Papenburg an der Ems. Die Gemeinde grenzt mit den Ortschaften Rütenbrock, Schwartenberg, Lindloh und Fehndorf direkt an die Niederlande. Haren liegt wie das restliche Emsland nur wenige Meter über dem Meeresspiegel.

### Nachbargemeinden
Haren grenzt im Norden an die Gemeinden Sustrum, Oberlangen und Lathen, im Osten an die Gemeinde Stavern, im Süden an die Stadt Meppen und die Gemeinde Twist sowie im Westen an die niederländischen Gemeinden Emmen und Westerwolde.

### Stadtgliederung
Die Stadt Haren (Ems) besteht aus der Kernstadt sowie den folgenden zehn Ortschaften:
Altenberge, Emen-Raken, Emmeln, Erika, Fehndorf, Landegge, Lindloh-Schwartenberg, Rütenbrock, Tinnen und Wesuwe.

## Geschichte
Haren wurde erstmals vor fast 1200 Jahren in einem Corveyer Register urkundlich erwähnt. 1304 wurde eine Burg erwähnt, die von ihrem Besitzer dem Bischof von Münster als „offenes Haus“ überlassen werden musste. Bereits um 1000 wurde in Haren ein Corveyer Haupthof erwähnt, der vielleicht mit dieser Burg identisch ist. Ende des 12. Jahrhunderts ging die Besitzung in tecklenburgischen Besitz über. Die Gräfin Jutta von Vechta-Ravensberg verkaufte 1252 ihre Besitzungen an den Bischof Otto II. von Münster, sodass Haren Teil des Niederstifts Münster wurde.
Am Ende des Dreißigjährigen Krieges wurde Haren fast vollständig zerstört, konnte sich aber bald erholen und wurde zum Zentrum der Püntenschifffahrt auf der Ems. 1803 wurde der Ort auf Grund der Beschlüsse des Reichsdeputationshauptschlusses dem Herzog Ludwig Engelbert von Arenberg als Ersatz für den Verlust seiner linksrheinischen Gebiete zugeteilt. Haren gehörte nun zum Herzogtum Arenberg-Meppen. 1810 wurde Haren Teil des französischen Kaiserreichs. Im Wiener Kongress wurde das Herzogtum Arenberg-Meppen dem Königreich Hannover zugeteilt, das 1866 nach dem an der Seite Österreichs verlorenen preußisch-österreichischen Krieg von Preußen annektiert und zur Provinz Hannover wurde.
Bei den Novemberpogromen 1938 wurde die Synagoge in Haren zerstört. Die jüdische Gemeinde Harens erlosch in der Zeit des Nationalsozialismus aufgrund der Ausgrenzung, Verfolgung und Ermordung der Harener Juden.
Auf dem Gebiet der heutigen Stadt Haren befand sich in der NS-Zeit das Emslandlager VIII Wesuwe.

### Haren 1945–1948: Maczków

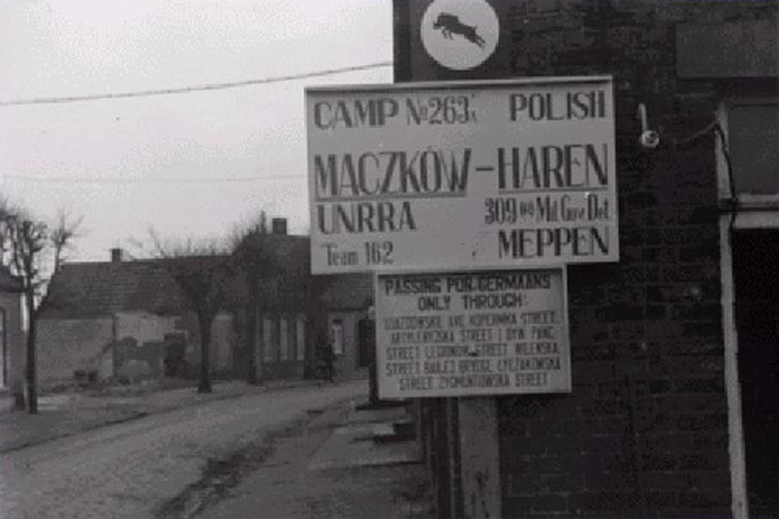
Ortseingangsschild Maczków – Haren

Seit Mai 1945 bildete Haren für drei Jahre lang das politische und kulturelle Zentrum des polnisch verwalteten Gebiets im Emsland.
Im April 1945 erreichten polnische Truppen der Exilregierung gemeinsam mit kanadischen Einheiten unter der Führung des britischen Generalfeldmarschalls Bernard Montgomery die Region. Am 12. April wurde das Lager Oberlangen durch eine kleine Gruppe der 2. Abteilung der 1. polnischen Panzerdivision, die unter der Leitung des Generals Stanisław Maczek stand, befreit. Ein Bauer hatte die polnischen Soldaten auf das Lager mit den polnischen Frauen hingewiesen.
Die erste Zeit blieben die Frauen im Lager, nur Kranke wurden nach England ausgeflogen. Nach der Kapitulation Deutschlands im Mai befanden sich zu diesem Zeitpunkt rund 250.000 Polen, ehemalige Kriegsgefangene, Soldaten und Zwangsarbeiter, in der britischen Besatzungszone. Viele suchten die Nähe der polnischen Division, von der sie sich Schutz und Hilfe versprachen. So waren bald rund 30.000 polnische Zivilisten und rund 18.000 polnische Soldaten im Emsland und bildeten eine polnische Enklave.
Da insbesondere durch die Westverschiebung Polens für viele die Situation im Heimatland noch zu unübersichtlich war, blieben sie in der britischen Zone. So musste die britische Militärregierung für Unterkünfte sorgen. In vielen Gemeinden der Region wurde die Räumung von Wohnungen zur Unterbringung der Displaced Persons (DPs) angeordnet. Mitgenommen werden durften lediglich Wertsachen, Kleidung, Lebensmittel und Haustiere. Möbel, Matratzen und Hausstand bis hin zu Tellern und Besteck mussten in den Wohnungen verbleiben und sollten fortan den polnischen Besatzern zur Verfügung gestellt werden.
Am 20. Mai 1945 erhielt auch der Bürgermeister der emsländischen Gemeinde Haren den Räumungsbefehl. Zwischen dem 21. und 28. Mai mussten 514 Häuser geräumt werden. Nur der Bürgermeister mit seiner Familie, der sich um die Aufrechterhaltung der deutschen Verwaltung und die in umliegenden Dörfern untergebrachten Exil-Harener kümmerte, und die Ordensschwestern im St.-Franziskus-Krankenhaus durften in Haren bleiben. Die 1.000 Familien wurden den umliegenden Bauerschaften zugewiesen.
In die Gemeinde Haren zogen rund 4000 polnische Bürger ein. Die Gemeinde bekam einen polnischen Bürgermeister und Gemeinderat, polnische Straßennamen, Schulen, ein Kino sowie zwei Theater und wurde Sitz des polnischen Lehrerverbandes, der von hier aus das Schulwesen in den westlichen Besatzungszonen organisierte. Einen neuen Namen bekam die Gemeinde auch. Kurze Zeit lautete er Lwów. Aber bei einem Truppenbesuch am 24. Juni 1945 gab ihr der polnische Oberbefehlshaber General Graf Tadeusz Bór-Komorowski in einer Feierstunde den Namen Maczków zu Ehren des scheidenden Kommandeurs der 1. Panzerdivision Stanisław Maczek, der in Schottland den Befehl über das 1. Polnische Korps übernahm.
Das Leben in Maczków schien in gewisser Weise normal zu werden. So wurde bald geheiratet. Allein am 12. Juni 1945 verzeichnen die Akten 82 Trauungen. In der Zeit bis Sommer 1948 wurden 479 Kinder in Maczków geboren. Im August 1948 verließen die letzten Polen Haren, hauptsächlich nach Polen oder in die Commonwealth-Staaten. Am 10. September 1948 wurde der Ort mit einer Feierstunde wieder zu Haren.
Die polnische Geschichte des Ortes wird im 2021 eröffneten Stadtmuseum in Haren gezeigt.
Bis dahin sammelte das DIZ Emslandlager die historischen Quellen zu Maczków und stellte sie in der Gedenkstätte Esterwegen aus.

### Seit 1946

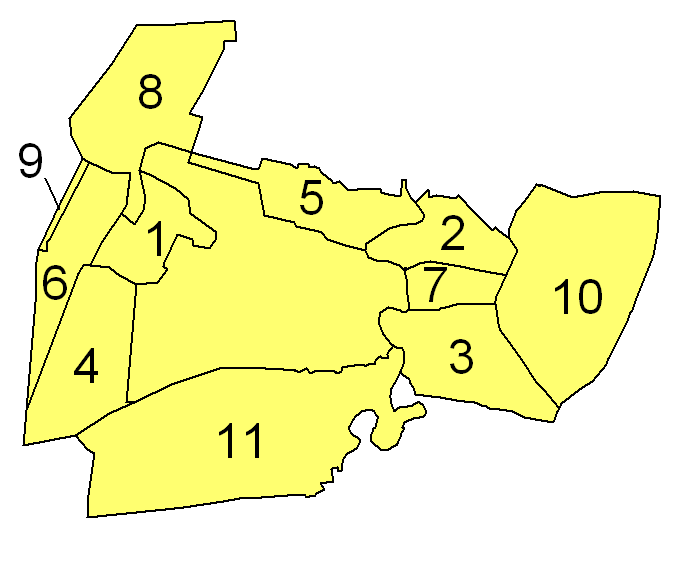
Ehemalige Gemeinden um das Kernstadtgebiet, Stand März 1974

Nach der Auflösung des Landes Preußen gehörte Haren ab 1946 zum neu geschaffenen Land Niedersachsen.
Im Jahre 1956 schlossen sich die Gemeinden Haren und Altharen zur Gemeinde Haren (Ems) zusammen. Am 3. Dezember 1965 wurde das Stadtrecht verliehen. Im Rahmen der Gebietsreform in Niedersachsen schlossen sich in einem Zwischenschritt die Gemeinde Landegge und die Stadt Haren (Ems) für kurze Zeit zu einer Samtgemeinde zusammen. Am 1. März 1974 trat im Altkreis die Gemeindereform in Kraft, durch die zwölf Gemeinden im Nordwesten des Altkreises Meppen (Altenberge (1), Emen (2), Emmeln (3), Fehndorf (4), Haren (Ems) (Mitte), Landegge (5), Lindloh (6), Raken (7), Rütenbrock (8), Schwartenberg (9), Tinnen (10) und Wesuwe (11)) aufgelöst und zur Einheitsgemeinde Stadt Haren (Ems) zusammengeschlossen wurden. Die neugebildete Stadt Haren (Ems) hat rund 16.500 Einwohner und 208,62 km² Fläche.
Im Rahmen der niedersächsischen Kreisreform am 1. August 1977 wurden die ehemaligen Landkreise Lingen, Meppen und Aschendorf-Hümmling zum Landkreis Emsland vereinigt.

## Das Adelsgeschlecht von Haren
Für das 12. Jahrhundert ist ein Ministerialengeschlecht namens „von Haren“ dokumentiert, das die Burg Haren bewohnte. Die Burg soll 1304 dem Bischof von Münster verkauft worden sein. Nachkommen des vormals in Haren ansässigen Geschlechts „von Haren“ (mit drei Spindeln im Familienwappen) saßen von 1591 bis 1793 auf Burg Hopen in Lohne (Oldenburg).

## Herkunft und Bedeutung der Namen
- Haren: har ist im Emsland eine trockene, unfruchtbare Anhöhe, bei der mehr auf die ersteren Eigenschaften als auf die Erhöhung Gewicht gelegt wird, also meistens eine Sanddüne. Als Flurname ist es häufig; als Grundwort findet es sich in Bramhar: mit Besenginster bewachsene Anhöhe, als Bestimmungswort in Haren, das zu Anfang des 9. Jahrhunderts Harun genannt wird.
- Landegge: egge findet sich häufiger in gebirgigen und hügeligen Gegenden und bezeichnet einen langgestreckten Höhenzug. Im Emsland bedeutet es auch Ende, Kante. Der Ort hieß 1190 Landecke, um 1283 Landegge.
- Erika: der Name bezieht sich auf die Heideblume. Die Ansiedlung entstand 1886 zunächst als „Altharener Moor“, später als Moorkolonie Erika, durch den Bau des Haren-Rütenbrock-Kanals (1870–1878).
- Altenberge: der Name ergab sich durch den Standort. Im Mittelpunkt der Siedlung befand sich ein Sandhügel unter den Namen „Alte Berge“ bekannt. Die Kolonie Altenberge wurde im Jahre 1810 von der Muttergemeinde Altharen mit 54 Siedlerstellen angelegt.

## Politik

### Stadtrat
Der Stadtrat der Stadt Haren (Ems) besteht aus 35 Mitgliedern. Dies ist die festgelegte Anzahl für eine Stadt mit einer Einwohnerzahl zwischen 20.001 und 25.000 Einwohnern. Davon werden 34 Ratsmitglieder durch eine Kommunalwahl für jeweils fünf Jahre gewählt. Stimmberechtigt im Stadtrat ist außerdem der hauptamtliche Bürgermeister Markus Honnigfort (CDU).
2021 bis 2026
Die Kommunalwahl am 12. September 2021 führte zu folgendem Ergebnis:
| Partei / Liste | Stimmenanteil | Sitzverteilung 2021 Stadtrat HarenInsgesamt 34 Sitze - Linke: 1 - SPD: 7 - Grüne: 3 - PARTEI: 1 - FDP: 2 - CDU: 20 |
| CDU            | 60,44 %0      | Sitzverteilung 2021 Stadtrat HarenInsgesamt 34 Sitze - Linke: 1 - SPD: 7 - Grüne: 3 - PARTEI: 1 - FDP: 2 - CDU: 20 |
| SPD            | 21,83 %0      | Sitzverteilung 2021 Stadtrat HarenInsgesamt 34 Sitze - Linke: 1 - SPD: 7 - Grüne: 3 - PARTEI: 1 - FDP: 2 - CDU: 20 |
| B’90/Grüne     | 7,83 %        | Sitzverteilung 2021 Stadtrat HarenInsgesamt 34 Sitze - Linke: 1 - SPD: 7 - Grüne: 3 - PARTEI: 1 - FDP: 2 - CDU: 20 |
| FDP            | 4,94 %        | Sitzverteilung 2021 Stadtrat HarenInsgesamt 34 Sitze - Linke: 1 - SPD: 7 - Grüne: 3 - PARTEI: 1 - FDP: 2 - CDU: 20 |
| Linke          | 2,00 %        | Sitzverteilung 2021 Stadtrat HarenInsgesamt 34 Sitze - Linke: 1 - SPD: 7 - Grüne: 3 - PARTEI: 1 - FDP: 2 - CDU: 20 |
| PARTEI         | 2,20 %        | Sitzverteilung 2021 Stadtrat HarenInsgesamt 34 Sitze - Linke: 1 - SPD: 7 - Grüne: 3 - PARTEI: 1 - FDP: 2 - CDU: 20 |
| Einzelbewerber | 0,75 %        | Sitzverteilung 2021 Stadtrat HarenInsgesamt 34 Sitze - Linke: 1 - SPD: 7 - Grüne: 3 - PARTEI: 1 - FDP: 2 - CDU: 20 |

Nach der Kommunalwahl bildeten zunächst die Abgeordneten der SPD und B’90/Grüne eine Gruppe (10 Mitglieder) sowie die LINKE/PARTEI-Gruppe (2 Mitglieder). Die CDU (20 Mitglieder) und die FDP (2 Mitglieder) bildeten jeweils eigenständige Fraktionen. Im Dezember 2022 schlossen sich die Mitglieder von LINKE/PARTEI und der SPD/GRÜNE-Gruppe zusammen unter der Bezeichnung Sozialökologische Ratsgruppe (12 Mitglieder).
Die Amtszeit begann am 1. November 2021 und endet am 31. Oktober 2026.
2016 bis 2021
Die Amtszeit begann am 1. November 2016 und endete am 31. Oktober 2021.
Nach der Kommunalwahl am 11. September 2016 haben sich zwei Fraktionen gebildet:
- CDU: 25 Sitze
- SPD: 9 Sitze

### Bürgermeister / Stadtdirektoren
Nach dem Zweiten Weltkrieg wurde zunächst der bereits von 1929 bis 1935 als Bürgermeister amtierende Hotelier Hermann Wiechers von der britischen Militärverwaltung erneut zum Bürgermeister bestellt. Nach den Kommunalwahlen im Jahr 1950 wurde Kapitän Bernhard Hermes zum Bürgermeister gewählt. Am 1. April 1957 trat Otto Nerkamp sein Amt als hauptamtlicher Gemeindedirektor an. Nach der Verleihung der Stadtrechte zum 1. Dezember 1965 trug er bis zum Ende seiner Amtszeit die Amtsbezeichnung Stadtdirektor. Im Jahr 1965 wurde Bankdirektor August Laing zum ehrenamtlichen Bürgermeister gewählt. Vom 10. Juli 1969 bis 30. April 1991 bekleidete Ewald Kley das Amt des Stadtdirektors. Von 1972 bis 1991 war der Bauunternehmer Walter Pinkernell ehrenamtlicher Bürgermeister der Stadt Haren (Ems). Vom 1. Mai 1991 bis 30. April 2003 war Dieter Schultejanns Stadtdirektor. Auf den letzten ehrenamtlichen Bürgermeister Bernd-Carsten Hiebing (1991–2003) folgte, nach Abschaffung der kommunalen Doppelspitze, als erster hauptamtlicher Bürgermeister der Stadt Haren (Ems) Markus Honnigfort (* 1964) (CDU). Er wurde bei den Bürgermeisterwahlen im Jahr 2011 wiedergewählt und zuletzt im Mai 2019 mit einem Ergebnis von 73,14 % im Amt bestätigt.

### Wappen
Das Wappen der Stadt Haren (Ems) zeigt im blauen Schild in Form eines Sechspasses angeordnet drei silberne Segel mit silbernen Wimpeln an goldenem Mast und drei goldene Windmühlenflügel.

### Flagge
Die Stadtflagge ist in den Farben Blau-Gold längsgestreift und in der Mitte mit dem Stadtwappen belegt.

### Städtepartnerschaften
- Vlagtwedde (Niederlande), seit 1972
- Andrésy (Frankreich), seit 1988
- Międzyrzecz (Polen), seit 1991

## Kultur und Sehenswürdigkeiten

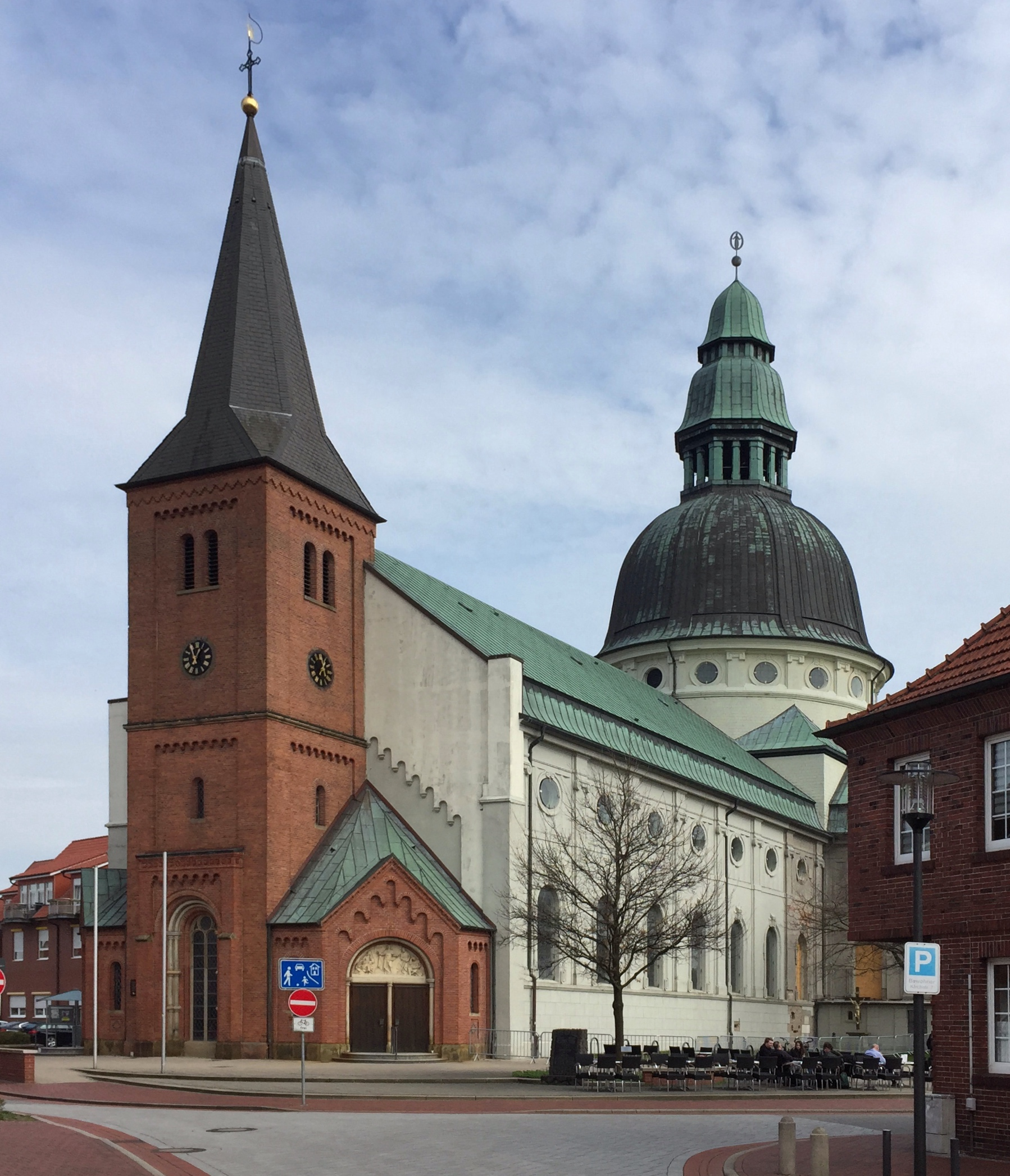
Emsland-Dom

### Sehenswürdigkeiten
Bekanntestes Wahrzeichen der Stadt ist die katholische St.-Martinus-Kirche, im Volksmund Emslanddom. Der neubarocke Dom wurde vom Dombaumeister Wilhelm Sunder-Plaßmann aus Münster entworfen und überragt mit seiner 58 Meter hohen, grünen Kuppel die Stadt. Der von 1908 bis 1911 errichtete Bau integriert den Westturm der alten Kirche von 1853/54.
Im Haren-Rütenbrock-Kanal präsentieren mehrere Museumsschiffe die Schifffahrtsgeschichte der Stadt. So sind die Spitzpünte Helene von 1890, die für die Zeit vor dem Ersten Weltkrieg bautypische eiserne Emspünte Haren I und das Wattmotorschiff Thea-Angela zu besichtigen.
Rund um das Schloss Dankern befindet sich ein großes Ferienparkgelände mit einem der größten Spielplätze Deutschlands.

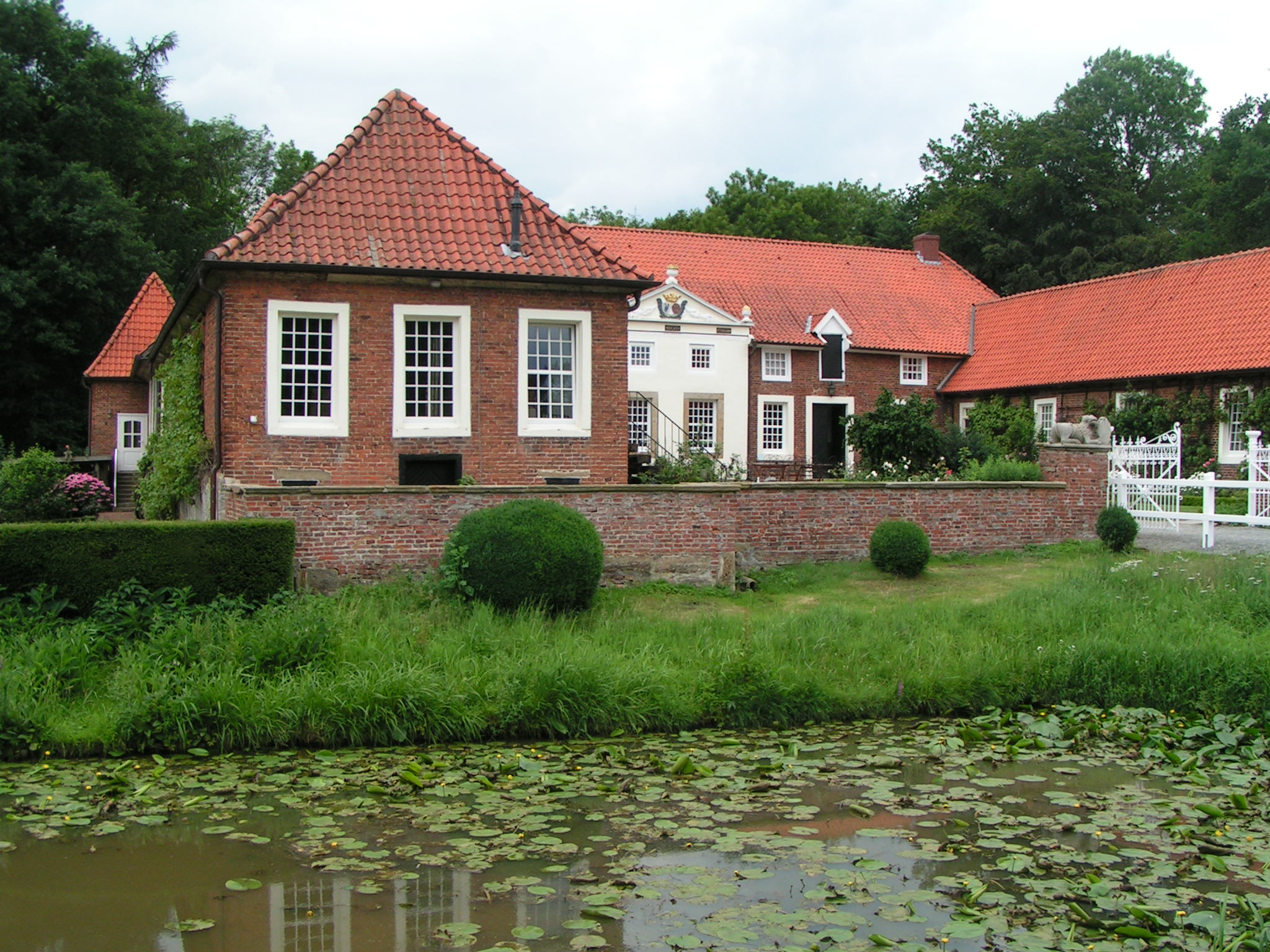
Haus Landegge

Von der um 1178 erbauten Stiftsburg Landegge blieb nur der Burghügel im Dorf Landegge erhalten. Das Gut Landegge ist ein 1695 für Wilhelm Diedrich von Schade errichteter Herrensitz. Nach 1756 wechselten die Besitzer häufig. Der Gutshof beherbergt heute eine Ferien- und Reitanlage.

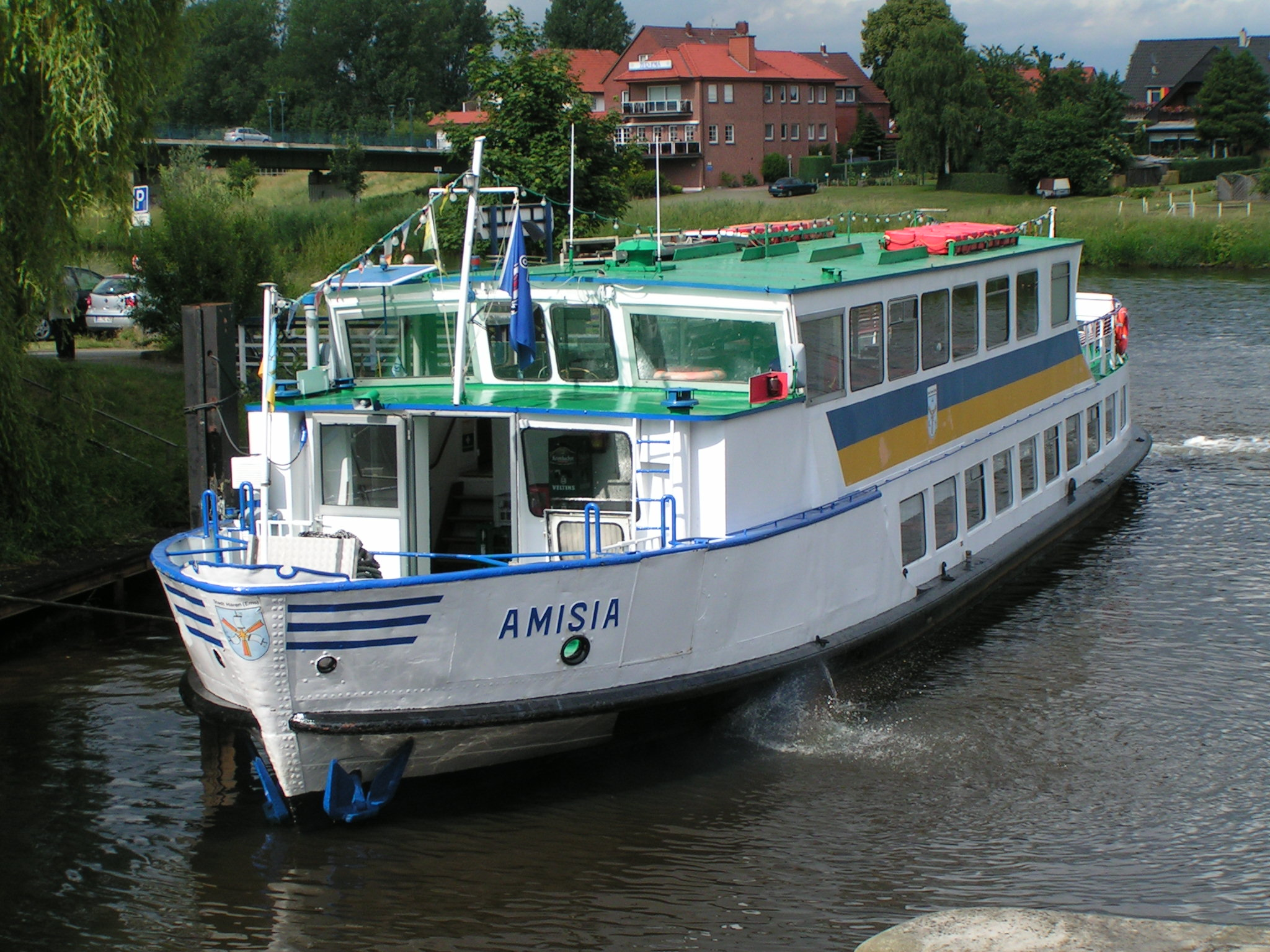
MS Amisia I

Ab 1977 verkehrte das 1949 gebaute Fahrgastschiff Amisia von Haren aus auf der Ems. Im September 2009 wurde es nach Maastricht verkauft und durch ein gleichfalls auf den Namen Amisia getauftes Nachfolgeschiff ersetzt, das bis 2023 im Einsatz war.
An der Landegger Straße (L48) befindet sich eine im Volksmund Mersmühle genannte Kappenwindmühle aus dem Jahr 1825. Die Mühle und die historischen Müllergebäude aus dem 19. Jahrhundert können besichtigt werden.

### Bildung, Soziales und Sport
In der Stadt Haren (Ems) gibt es elf Kindergärten, sieben Grundschulen, zwei Oberschulen, eine Förderschule „Schwerpunkt Lernen“ und ein Gymnasium. Des Weiteren befindet sich eine Außenstelle der Volkshochschule Meppen in der Innenstadt. Sechs katholische Kirchengemeinden und die evangelisch-lutherische Kirchengemeinde unterhalten öffentliche Büchereien. Die KÖB St. Martinus, die als Hauptbücherei über mehr als 10.000 Medien verfügt, befindet sich in dem nach Bischof Franziskus Demann benannten Gemeindehaus am Martinusplatz 2–4. In verschiedenen Sportvereinen gibt es vielfältige Sportangebote.

## Wirtschaft und Infrastruktur

### Wirtschaft
Bekannt ist Haren (Ems) als Schifferstadt und größtes touristisches Reiseziel im Emsland. Heute haben mehr als 20 Reedereien in Haren ihren Geschäftssitz und bereedern zusammen eine Flotte von über 250 See- und Küstenschiffen. Zudem sind in Haren rund 50 Binnenschiffe beheimatet, die sich in der Regel im Besitz einzelner Partikuliere befinden. Damit gehört die Stadt Haren zu den drei größten Schifffahrtsstandorten in Deutschland. Die Stadt hat vier Häfen: Eurohafen Emsland, Alter Hafen, Neuer Hafen sowie den Yachthafen „Emspark“, der an ein neues Wohngebiet angeschlossen ist. Am Neuen Hafen arbeitet die Kötter-Werft.
Einer der wichtigsten Arbeitgeber ist die Emsland Frischgeflügel GmbH.
Ein Teil der Südschleife der Transrapid-Versuchsanlage Emsland befindet sich auf dem Gebiet der Stadt.

### Verkehr
Haren kann über die Bundesautobahn 31 sowie über die Bundesstraße 70 und die Bundesstraße 408 erreicht werden. Der Ortsteil Emmeln liegt an der 1855 eröffneten Eisenbahnlinie Münster – Emden (Emslandstrecke), dort halten im Bahnhof Haren (Ems) stündlich die Regional-Express-Züge Richtung Münster (Westf) und Emden (RE 15 Emsland-Express).
| Linie | Verlauf | Takt   | Betreiber     |
| ----- | --- | ------ | ------------- |
| RE 15 | Emsland-Express: (Emden Außenhafen –) (nur bei Schiffsverkehr) Emden Hbf – Leer (Ostfriesl) – Papenburg (Ems) – Aschendorf – Dörpen – Lathen – Haren (Ems) – Meppen – Geeste – Lingen (Ems) – Leschede – Salzbergen – Rheine – (Rheine-Mesum –)* Emsdetten – (Reckenfeld –)* Greven (← (Münster Zentrum Nord –)* Münster (Westf) Hbf * nur einzelne Züge Stand: Fahrplanwechsel Dezember 2023 | 60 min | WestfalenBahn |

Haren liegt an der Ems, die zwischen der Nordsee und Meppen schiffbar ist. Ab Meppen wird sie über den Dortmund-Ems-Kanal mit dem Ruhrgebiet verbunden. Zwischen den Städten Haren und Meppen ist 2007 der Eurohafen Emsland als Stichhafen entstanden.
Der Haren-Rütenbrock-Kanal ist für Sportboote befahrbar und verläuft über 13,5 km von Haren (Ems) über Rütenbrock nach Ter Apel.
Den Radtouristen stehen neben der Dortmund-Ems-Kanal-Route, ein rund 350 km langer und nahezu steigungsfreier Radfernweg der das Ruhrgebiet mit der Nordseeküste verbindet, weitere lokale Rundtouren zur Verfügung. Die Pünten-Tour (67 km), die 2-Länder-Tour (45 km) und die Dörfer-Tour (43 km).
Das Ultraleichtfluggelände Dankern/Haren liegt etwa 5 km westlich von Haren.

### Feuerwehr
Der abwehrende Brandschutz und die allgemeine Hilfe im Stadtgebiet werden durch die Freiwillige Feuerwehren Haren und Rütenbrock gewährleistet.
Die Feuerwehrleute werden über Funkmeldeempfänger und gleichzeitig via SMS, gezielt nach Alarmstichworten, aus der zentralen Feuerwehreinsatzleitstelle des Landkreises Emsland rechnergestützt alarmiert.
Diese beiden Feuerwehren rücken jährlich etwa 200 Mal zu Hilfeleistungen und Bränden aus. Sie leisten auch überörtliche Einsätze, nicht nur im Rahmen der nachbarschaftlichen Löschhilfe, sondern unterstützen mit ihren Taucher- oder Gefahrstoffgruppen andere Feuerwehren bzw. Städte und Gemeinden im Kreisgebiet. Die Rütenbrocker Feuerwehr rückt zudem auch in die benachbarte Niederlande aus. Für ihre Aufgaben stehen den beiden Feuerwehren ein Fahrzeugpark mit 12 Einsatzfahrzeugen, zwei Rettungsbooten und diversen Anhängern zur Verfügung.

### Rettungsdienst und Katastrophenschutz
In Haren befindet sich eine 2016 neu gebaute Rettungswache mit zwei fest stationierten Rettungswagen des DRK-Kreisverbands Emsland e. V. Beide sind rund um die Uhr besetzt und sind für das gesamte Harener Stadtgebiet und Teilen der Samtgemeinde Lathen und der Stadt Meppen zuständig. Zudem gibt es in Haren einen DRK-Ortsverein, dessen Sanitätsbereitschaft die sanitätsdienstliche Versorgung von Großveranstaltungen sicherstellt und im Katastrophenschutz des Landkreises Emsland aktiv ist. Auch ein aktives Jugendrotkreuz ist dem Ortsverein angegliedert.

## Söhne und Töchter der Stadt
- Matthias Deymann (1799–1871), Jurist und Politiker
- Stefan Esders (1852–1920), Textilunternehmer
- Hermann Gröninger (1852–1933), Schriftsteller
- Gerhard Meyering (1913–unbekannt), Kapitän zur See der Bundesmarine und Träger des Bundesverdienstkreuzes 1. Klasse
- Manfred von Landsberg-Velen (1923–2010), Gründer des Ferienzentrums Schloss Dankern
- Hans Grauert (1930–2011), Mathematiker
- Hermann Borghorst (* 1947), Politiker (SPD)
- Bernd-Carsten Hiebing (* 1951), Ehrenbürger und ehemaliger CDU-Landtagsabgeordneter (MdL)
- Maria Anna Hiebing (* 1953), ehemalige CDU-Bundestagsabgeordnete (MdB)
- Helga Maria Runde (* 1955)[27] Künstlerin seit 1988 in der Schweiz tätig[28]
- Franz Bölsker (* 1957), Historiker
- Andrea Astrid Voßhoff (* 1958), CDU-Politikerin
- Josef Hoch (* 1960), Richter am Bundesgerichtshof
- Sylvia Speller (* 1967), Physikerin
- Ludger Santen (* 1969), Präsident der Universität des Saarlandes und Professor für Theoretische Physik
- Beatrix Busse (* 1973), Sprachwissenschaftlerin
- Gerd Buurmann (* 1976), Künstler
- Till Seiler (* 1981), Lehrer und Politiker
- Mirco Born (* 1994), Fußballspieler